# Chris Seidler
Chris Seidler (* 20. Mai 1960 in Blankenstein als Christiane-Ute Seidler) ist eine deutsche Komponistin, Jazzsängerin, Autorin und Leiterin der Opera School in Gelsenkirchen.

## Leben
Nach ihrem Abitur am Theodor-Körner-Gymnasium in Bochum-Dahlhausen begann Seidler ein Studium in Köln. Sie arbeitete mit ihrem Bruder an neuen Songs und Musikproduktionen für Werbefilme. Prägend war für sie die frühe Zusammenarbeit mit Jerry van Rooyen, der die Big Band Arrangements zu ihren ersten Musicalsongs schrieb. Bereits während des Studiums (1980–1985) in Köln erhielt Chris Seidler Rundfunk-Auftragsarbeiten.
1982 arbeitete sie als Komponistin und Jazzsängerin für das Südfunk-Orchester des Süddeutschen Rundfunks unter der Leitung des Orchesterchefs Erwin Lehn. Bernd Rabe, Hauptarrangeur Erwin Lehns, bearbeitete Seidlers Musical- und Jazzsongs. 1985 trat Chris Seidler erstmals mit eigener Jazzband in der Maschinenhalle der Schokoladenfabrik Stollwerck auf. Der Bassist der Band Karlheinz „Carlo“ Rafalski, wurde 1989 ihr Lebensgefährte und 1991 ihr Ehemann, mit dem sie seit 1990 in Gelsenkirchen lebt und künstlerisch wirkt.
1992–1993 gründeten Seidler und Rafalski gemeinsam mit Klaus Urban (Drummer von Fritz Brause), die Künstlergruppe PD-ART und produzierten das experimentelle Konzept-Album Atmospheres (Musikverlage Hans Gerig). Seit Atmospheres schreibt Seidler überwiegend größere Werke. Parallel zur kompositorischen Arbeit unterrichtete sie und leitete musikalisch-künstlerische Projekte.
1999 kam es durch die Zusammenarbeit mit dem Autor und Grimme-Preisträger Michael Klaus und dem Dirigenten Koen Schoots zur Uraufführung des Werkes Fellini, Fellini im großen Haus des Musiktheaters im Revier.

## Stiftungen und Projekte
- 2001 begann Chris Seidlers Projektarbeit MUS-E NRW[6] für die Yehudi Menuhin Stiftung Deutschland auf Empfehlung der befreundeten Künstlerin Claudia Lüke.
- 2005 gründete Chris Seidler[7] gemeinsam mit der Yehudi Menuhin Stiftung Deutschland die Gelsenkirchener Opera School in der Turnhalle der Grundschule an der Erzbahn.
- 2010 Gründung des gemeinnützigen Vereins Opera School e. V.[8]
- 2010 Preview der Kinderoper Kater Moshe im Opernhaus Chemnitz anlässlich der Sächsischen Theatertage.
- 2011 Kater Moshe im Musiktheater im Revier